# 国会政党連盟
国会政党連盟（こっかいせいとうれんめい、英語:Congress Party Alliance、中国繁体字:國會政黨聯盟)は、かつて存在した中華民国の政党。 公式的な略称は国会党、英語略称はCPA。 2018年10月18日に台北市で開かれた全国党員成立大会で正式に設立された。国会政党連盟第一回全国党員代表大会において悟覚妙天が党主席に選任された。 同年11月29日に内政部から承認された。2019年1月25日に民国党が合併し、中華民国最初の政党合併となった。

## 設立の目的
国会政党連盟は、政府システムの改革、改革開放、国民の自由と社会福祉の保証、さまざまな経済建設の積極的な発展、国民の豊かな生活の創造、政党の協力の促進、海峡の平和的発展とその目的としての台湾の建設です 
国会政党連盟は、与党は、両岸関係について考える際に個人または党自体のイデオロギーを放棄し、意思決定の最も高い原則として国民の幸福と世論を求める必要があると述べた。  海峡の両側は、政治的問題以外にもより多くの交流と交流をするべきであると同時に、中国本土は台湾の世論を尊重し受け入れるとともに、海峡を越えた平和のために共に取り組むべきである。 

### 宣誓
人本主義を遵守し、人民主義を遵守し、海峡の両側で平和を維持することを使命とし、国の混乱を排除し、人々に良い生活を送る権利を与えよう！

## 歴代の党主席
|    |          |      |                |               |                |                                                                                |  |
| 代 | 姓名     | 肖像 | 在任期間       | 在任期間      | 在任中の出来事 | 備考                                                                           |  |
| 代 | 姓名     | 肖像 | 就任           | 退任          | 在任中の出来事 | 備考                                                                           |  |
| 1  | 悟覚妙天 |      | 2018年10月18日 | 2020年3月31日 |                | - 台湾デイリー高雄支社主任 - 屏東県ジャーナリスト協会理事 - 民間ラジオ局の局長 |  |

## 党勢推移

### 立法委員選挙
| 選挙名                     | 回数 | 区域（小選挙区） | 区域（小選挙区） | 区域（小選挙区） | 不分区（比例代表） | 不分区（比例代表） | 不分区（比例代表） | 平地原住民 | 平地原住民 | 平地原住民 | 山地原住民 | 山地原住民 | 山地原住民 | 合計議席 |
| 選挙名                     | 回数 | 得票数           | 得票率           | 議席             | 得票数             | 得票率             | 議席               | 得票数     | 得票率     | 議席       | 得票数     | 得票率     | 議席       | 合計議席 |
| -------------------------- | ---- | ---------------- | ---------------- | ---------------- | ------------------ | ------------------ | ------------------ | ---------- | ---------- | ---------- | ---------- | ---------- | ---------- | -------- |
| 2020年中華民国立法委員選挙 | 10回 | 81,508           | 0.59%            | 0/73             | 40,331             | 0.28%              | 0/34               | 未提名     | 未提名     | -/3        | 未提名     | 未提名     | -/3        | 0/113    |

## 見る
- 政党
- 中華民国の政党のリスト

## 参照
1. ↑  “民國黨與國會政黨聯盟合併公告” (中国語). 民國黨官方網站 (2019年1月2日). 2019年1月4日閲覧。
2. ↑  “九合一大選失利 民國黨宣布：與妙天合併政黨”. 風傳媒. (2019年1月2日)
3. ↑  “九合一大選失利 民國黨今宣布：與妙天的「國會政黨聯盟」合併” (中国語). 蘋果日報 2019年1月2日閲覧。
4. ↑  “民國黨與「妙天」的國會政黨聯盟合併 | ETtoday新聞雲” (中国語). www.ettoday.net 2019年1月2日閲覧。
5. ↑  “民國黨泡沫化 與國會政黨聯盟合併 - 政治 - 自由時報電子報”. 自由時報 2019年1月2日閲覧。
6. ↑   カイXiは議会党連合を募集しました：イデオロギーを捨てる
7. ↑  國會黨創黨宣言